# Nelson Piquet
Nelson Piquet Souto Maior (phát âm tiếng Bồ Đào Nha: [ˈnɛwsõ piˈke], sinh ngày 17 tháng 8 năm 1952) là một tay đua và doanh nhân người Brasil. Ông được coi là một trong những tay đua Công thức 1 vĩ đại nhất trong lịch sử.
Piquet đã chơi quần vợt cho một thời gian ngắn trước khi bắt đầu sự nghiệp đua xe chuyên nghiệp. Sau đó, ông bắt đầu tham gia đua xe kart và che giấu danh tính của mình để ngăn cha ông phát hiện ra sở thích của mình. Ông đã trở thành nhà vô địch giải đua xe kart quốc gia Brasil vào những năm 1971 và 1972 và giành chức vô địch Formula Vee năm 1976. Với lời khuyên từ người đồng hương Emerson Fittipaldi, Piquet đã đến châu Âu để đạt được thành công lớn hơn khi giành kỷ lục về số lần chiến thắng ở giải Công thức 3 vào năm 1978. Ông đã phá tất cả các kỷ lục của Jackie Stewart khi làm được điều đó.
Sau đó, ông đã bắt đầu sự nghiệp Công thức 1 với đội Ensign và tiếp theo, ông đã đua cho McLaren và Brabham. Năm 1979, Piquet chuyển đến đội Brabham và về nhì năm 1980 trước khi giành chức vô địch năm 1981. Năm 1982, thành tich mạnh mẽ của ông bị cản trở bởi độ bền bỉ kém của động cơ nhưng ông đã quay trở lại mạnh mẽ vào năm 1983 với chức vô địch Công thức 1 lần thứ hai. Vào những năm 1984 và 1985, Piquet một lần nữa đánh mất cơ hội vô địch nhưng đã giành được ba chiến thắng. Sau đó, ông đã chuyển đến đội Williams vào năm 1986 và là ứng cử viên vô địch cho đến chặng đua cuối cùng ở Úc. Piquet giành chức vô địch thứ ba và cũng là chức vô địch cuối cùng vào năm 1987 trong một cuộc đọ sức gay go với đồng đội người Anh Nigel Mansell. Sau đó, Piquet sau đó chuyển đến Lotus từ 1988–89 và ông đã trải qua lần thứ ba sa sút phong độ. Tiếp theo đó, ông đã chuyển sang đội Benetton từ 1990–91 và đã giành được ba chiến thắng trước khi từ giã Công thức 1.
Sau khi nghỉ thi đấu Công thức 1, Piquet đã tham gia chặng đua Indianapolis 500 trong hai năm. Đồng thời, ông cũng tham gia ở nhiều giải đua ở nhiều thời điểm khác nhau trong và sau sự nghiệp Công thức 1 của mình.
Piquet hiện đang nghỉ hưu và đã điều hành một số doanh nghiệp ở Brasil. Ông cũng quản lý các con trai của mình là Nelson Piquet Jr. và Pedro Piquet. Giống như bố mình, họ cũng là những tay đua chuyên nghiệp.

## Đầu đời
Nelson Piquet sinh ngày 17 tháng 8 năm 1952 tại Rio de Janeiro, khi đó là thủ đô của Brasil. Ông là con trai của Estácio Gonçalves Souto Maior (1913–1974), một y sĩ người Brasil. Sau đó, bố của ông chuyển đến thủ đô mới, Brasília, vào năm 1960 và trở thành Bộ trưởng Bộ Y tế trong chính phủ của João Goulart (1961–64). Ông có hai anh trai, Alexis và Geraldo và một chi gái tên là Genusa. Trong số bốn người con thì ông là con út.
Bố ông muốn mông trở thành một vận động viên quần vợt chuyên nghiệp và đã được cấp học bổng tại một trường học ở Atlanta, Hoa Kỳ. Piquet bắt đầu chơi quần vợt từ năm 11 tuổi và ông đã giành chiến thắng trong các giải đấu ở quê nhà và cuối cùng đã có một chuyến đi đến California để kiểm tra kỹ năng của mình trước những tay vợt Mỹ khó hơn. Trong thời gian ở Califormia, ông đã học tiếng Anh và trưởng thành hơn rất nhiều. Piquet được coi là một tay vợt giỏi nhưng không được cho là đủ thú vị đối với môn thể thao này. Điều này đã khiến ông cống hiến sự nghiệp của mình cho đua xe.

## Sự nghiệp

### Sự nghiệp tiền Công thức 1 (1966-1978)
Piquet bắt đầu đua xe kart năm 14 tuổi nhưng vì bố ông không ủng hộ sự nghiệp đua xe của ông nên ông đã lấy nhũ danh của mẹ là Piquet (tên họ này là gốc Pháp và được phát âm là "Pi-Kê") nhưng viết sai thành Piket để che giấu danh tính của mình. Sau đó, ông đã bỏ học sau hai năm đại học để tham gia một khóa học kỹ thuật vào năm 1974. Sau đó, ông làm việc trong một nhà để xe để trang trải cho sự nghiệp của mình vì ông không nhận được hỗ trợ tài chính từ gia đình.
Khi trở về Brasil, Piquet và ba người bạn đã mang theo một chiếc xe kart với 20 mã lực để tham gia giải đua xe go-kart của Brasil và trở thành nhà vô địch quốc gia năm 1971 và 1972 và giải vô địch địa phương Formula Super Vee 1976. Theo lời khuyên của Emerson Fittipaldi, tay đua Công thức 1 đầu tiên của Brasil giành chức vô địch, ông đã chuyển sang các giải đua xe ở châu Âu và được coi là một thần đồng. Trong mùa giải Công thức 3 của Anh năm 1978, ông đã phá kỷ lục về số trận thắng nhiều nhất trong một mùa giải của Jackie Stewart.

### Công thức 1 (1978-1991)

#### Thời gian đua với đội Ensign (1978)
Piquet ra mắt Công thức 1 cho đội Ensign ở giải đua ô tô Công thức 1 Đức. Ông bắt đầu cuộc đua ở vị trí 21 nhưng bỏ cuộc ở vòng 31 do động cơ bị hỏng. Sau cuộc đua đó, Piquet đã lái chiếc McLaren của BS Fabrications trong ba chặng đua tiếp theo nơi ông đã để lại ấn tượng tốt. Thỏa thuận đã được thương lượng khi các nhân viên của BS Fabrications gặp Piquet khi ông đang đua ở trường đua Brands Hatch. Thành tích tốt nhất của ông trong mùa giải đầu tiên tại Công thức 1 của mình là vị trí thứ chín ở Ý.

#### Thời gian đua với Brabham (1978-1985)
Đối với cuộc đua cuối cùng vào năm 1978, Piquet chuyển đến đội Brabham. Tại chặng đua đầu tiên của ông với đội này, ông vượt qua vòng loại ở vị trí thứ 14 và về đích thứ 11. Sau đó, Piquet ở lại Brabham cho đến năm 1985.

##### 1979: Mùa giải đầu tiên với Brabham

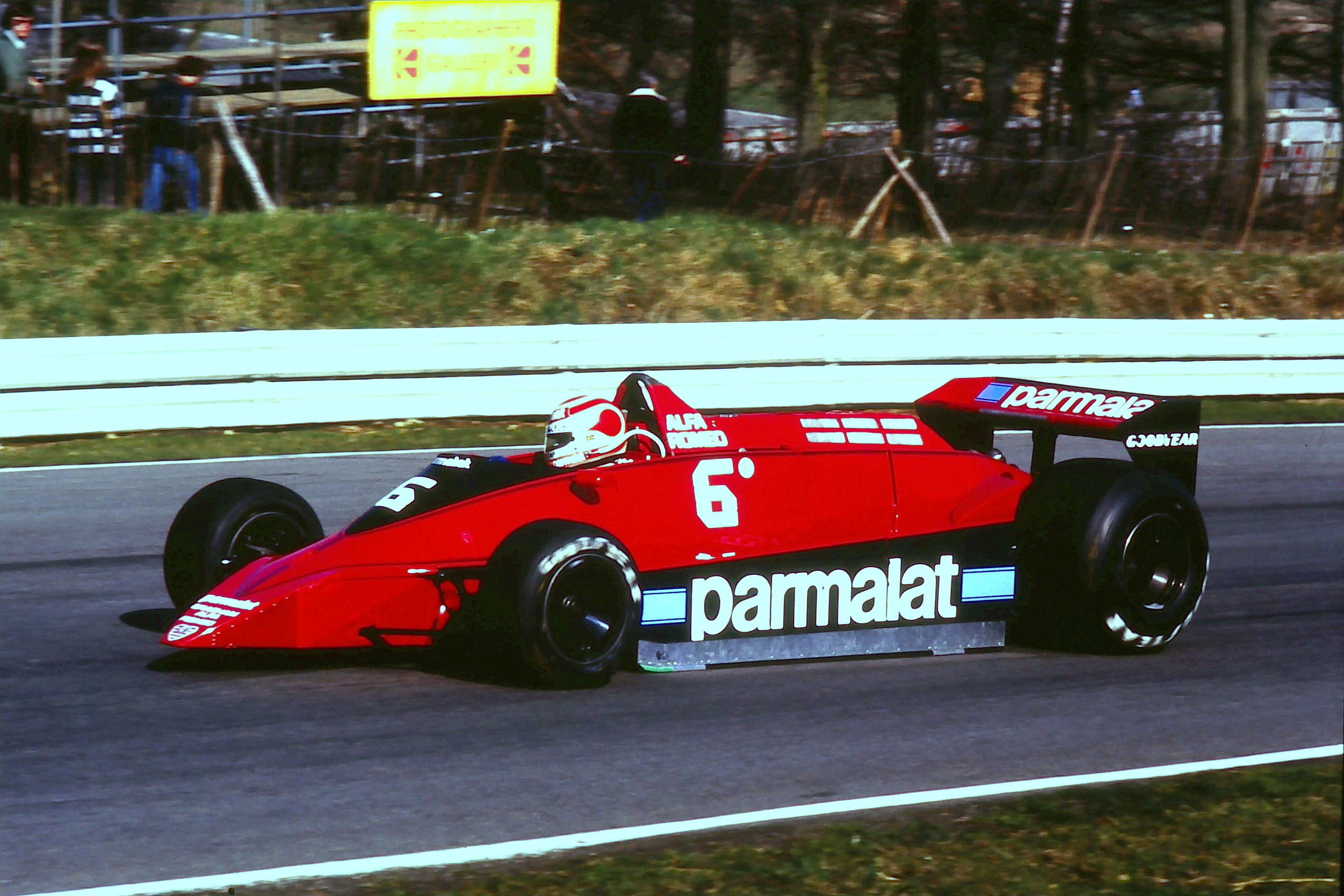
Nelson Piquet vào mùa giải đua xe Công thức 1 năm 1979

Năm 1979, Piquet thi đấu mùa giải trọn vẹn đầu tiên tại Công thức 1. Đồng đội của ông là nhà vô địch Công thức 1 hai lần người Áo, Niki Lauda. Mùa giải này diễn ra tương đối khó khăn vì đội đã quen với thành công từ những năm trước. Piquet đã bỏ cuộc tại 11 trong số 15 chặng đua trong mùa giải. Ông bắt đầu mùa giải của mình khi bị lôi vào một pha va chạm ở vòng đầu tiên và bị thương tại giải đua ô tô Công thức 1 Argentina ở Buenos Aires và ở chăng đua tiếp theo ở Brasil, ông đã đâm vào chiếc xe Williams của Clay Regazzoni. Ông đã giành được điểm đầu tiên trong sự nghiệp Công thức 1 của mình tại giải đua ô tô Công thức 1 Hà Lan sau khi về đích thứ tư. Ông đã gặp một tai nạn lớn tại giải đua ô tô Công thức 1 Ý sau khi phần phía sau chiếc xe BT48 của ông đã bị xé toạc hoàn toàn ở vòng cua Curva Grande của trường đua Monza sau một sự cố khác với Regazzoni. Piquet buộc phải bỏ cuộc nhưng không bị thương sau vụ tai nạn kinh hoàng đó. Mặc dù ông thường xuyên bị va chạm và lái một chiếc xe đua bán cạnh tranh có động cơ không đáng tin cậy, nhưng Piquet đã nhiều lần vượt qua vòng phân hạng ở các vị trí top 5. Ông thường đánh bại Lauda trong các vòng phân hạng. 2 tuần sau chặng đua ở Ý, Lauda đột ngột rời đội trước thềm giải đua ô tô Công thức 1 Canada. Do vậy, Piquet trở thành tay đua chính số một cho Brabham. Trong cuộc đua cuối cùng ở Hoa Kỳ tại trường đua Watkins Glen, Piquet xuất phát từ hàng xuất phát đầu và lập vòng đua nhanh nhất trong cuộc đua và điều đó cho thấy rõ tiềm năng đáng kể của chiếc xe đua BT49 mới.

##### 1980: Ứng cử viên giành chức vô địch lần đầu tiên trong sự nghiệp

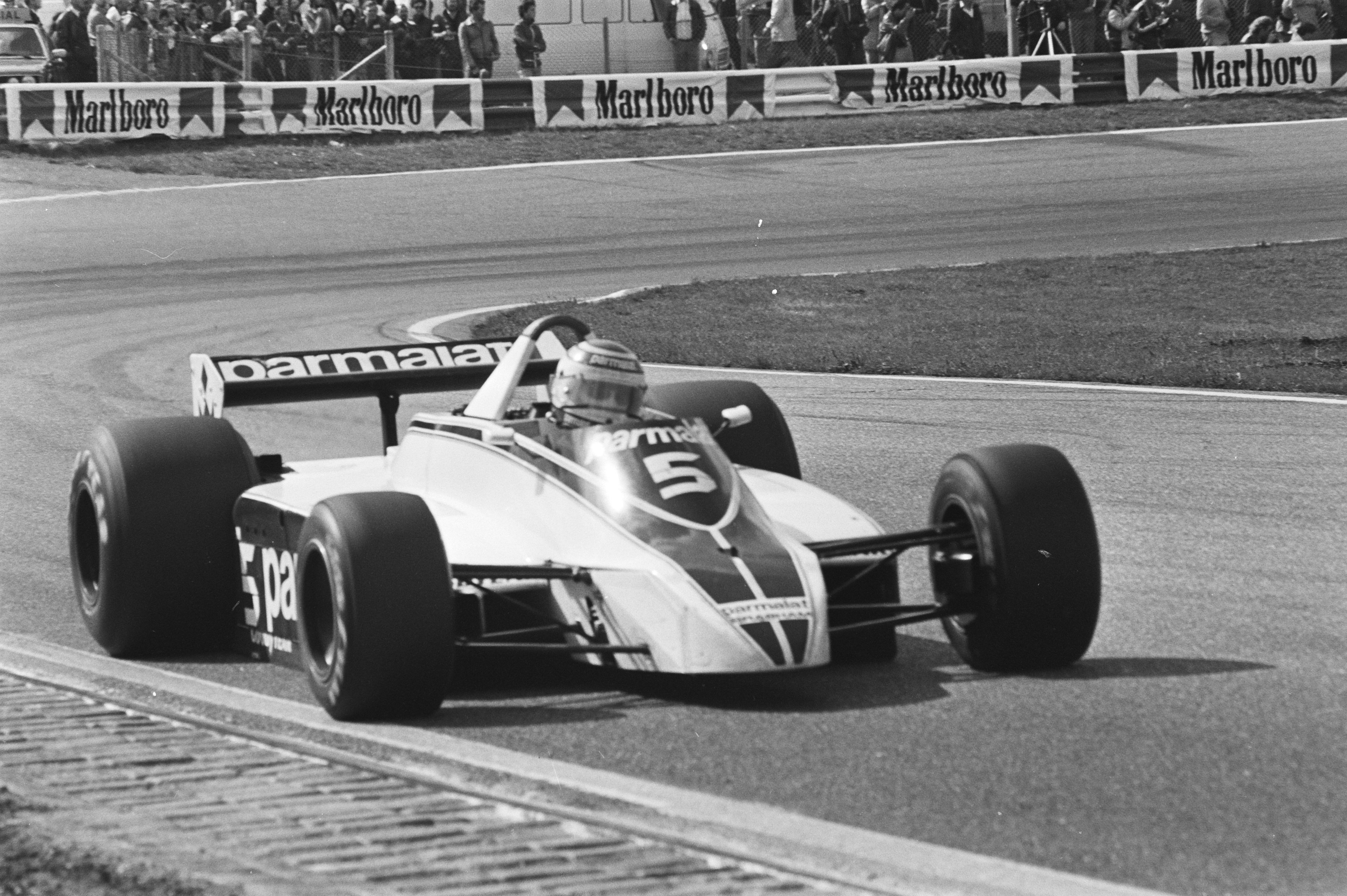
Nelson Piquet ở giải đua ô tô Công thức 1 Hà Lan 1980

Năm 1980, Piquet về đích thứ 2 đầy khó khăn ở Argentina sau một cuộc đua được tổ chức với điều kiện thời tiết nóng trên một đường đua xuống cấp. Piquet đã giành chiến thắng đầu tiên của mình trong mùa giải này tại giải đua ô tô Công thức 1 Tây Hoa Kỳ ở Long Beach, California, bỏ xa 50 giây so với Riccardo Patrese. 5 tháng sau, Piquet giành chiến thắng liên tiếp ở Hà Lan và Ý. Vào thời điểm đó, ông đứng thứ hai trong bảng xếp hạng các tay đua, kém người dẫn đầu Alan Jones 13 điểm. Tại giải đua ô tô Công thức 1 Canada, Piquet và Jones đã va chạm ngay từ đầu và xe của Piquet bị hư hỏng và đồng thời gây ra một vụ va chạm lớn dẫn đến cờ đỏ được áp dụng. Jones, đối thủ giành chức vô địch của ông, tiếp tục cuộc đua trên chiếc xe của ông ta. Piquet chuyển sang chiếc xe khác đủ điều kiện của mình có động cơ đặc biệt được thiết lập để không hoàn thành được một chặng đua và do vậy Piquet đã bỏ cuộc và Jones đã giành chiến thắng cuộc đua đó và chức vô địch thế giới. Ông đã kết thúc mùa giải này ở vị trí á quân với 54 điểm.

##### 1981: Giành chức vô địch Công thức 1 đầu tiên

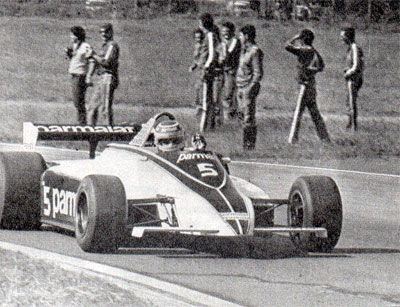
Nelson Piquet ở giải đua ô tô Công thức 1 Argentina 1981

Vào mùa giải này, Piquet tiếp tục ở lại Brabham và đối thủ cạnh tranh chức vô địch Công thức 1 của ông là tay đua người Argentina Carlos Reutemann.
Sau khi về đích thứ ba tại giải đua ô tô Công thức 1 Tây Hoa Kỳ, Piquet đã vượt qua vòng phân hạng ở vị trí pole trong cuộc đua tại quê nhà ở Brazil tại thành phố quê hương Rio de Janeiro nhưng về đích ở ngoài vị trí tính điểm. Tại giải đua ô tô Công thức 1 Bỉ ở Zolder, Piquet lại tiếp tục dẫn đầu nhưng va chạm với Alan Jones ở vòng 10 buộc ông phải bỏ cuộc. Sau khi va chạm ở Monaco và Tây Ban Nha, Piquet đã có thể phục hồi phong độ tại giải đua ô tô Công thức 1 Pháp tại trường đua Dijon. Ông đã dẫn đầu cuộc đua đó đến vòng 58 khi một cơn bão bất ngờ dẫn đến ban tổ chức quyết định đợi cho đến khi tạnh mưa để tiếp tục cuộc đua. Sau khi cuộc đua bắt đầu lại 45 phút sau đó, Alain Prost tỏ ra cạnh tranh hơn nhiều và giành chiến thắng ở cuộc đua đó và Piquet tụt xuống thứ ba sau Prost và John Watson của đội McLaren.
Piquet đã quay trở lại tham gia với tư cách là ứng cử viên vô địch với thành tích tuyệt vời khi ông giành chiến thắng tại giải đua ô tô Công thức 1 Đức tại trường đua Hockenheim trong khi Reutemann gặp mâu thuẫn nội bộ với đồng đội Alan Jones. Sau khi giành được một loạt kết quả tốt, Piquet đã bước vào cuộc đua cuối cùng của mùa giải chỉ kém Reutemann một điểm. Tại giải đua ô tô Công thức 1 Caesars Palace ở Las Vegas, Piquet về thứ năm để giành chức vô địch Công thức 1 đầu tiên trong sự nghiệp của mình khi Reutemann về đích ngoài vị trí tính điểm.

##### 1982
Năm sau, chiếc xe của Piquet rất nhanh nhưng không có độ bền bỉ đáng tin cậy mặc dù Brabham đã hợp tác với BMW. Piquet đã giành được chiến thắng ở chặng đua quê nhà ở Brasil, Rio de Janeiro nhưng sau đó đã bị truất quyền thi đấu vì chiếc xe của ông thiếu cân. Ông đã giành chiến thắng duy nhất trong mùa giải này ở giải đua ô tô Công thức 1 Canada và đây cũng là chiến thắng đầu tiên của BMW ở Công thức 1. Ở giải đua ô tô Công thức 1 Đức, Piquet đã đến để giúp Didier Pironi sau khi ông ta bị tai nạn tốc độ cao trong buổi luyện tập. Trong cuộc đua, Piquet đang dẫn đầu cuộc đua cho đến khi va chạm với Eliseo Salazar. Sau đó, ông đã đánh đập Eliseo Salazar ở bên cạnh đường đua trên truyền hình trực tiếp.

##### 1983: Giành chức vô địch Công thức 1 lần thứ hai
Piquet đã giành chiến thắng trong cuộc đua mở màn tại Brasil nhưng bỏ cuộc sau đó tại giải đua ô tô Công thức 1 Tây Hoa Kỳ. Ông cán đích ở vị trí thứ hai và lập vòng đua nhanh nhất ở các chặng đua ở Pháp và ở Monaco. Ông kém Alain Prost 14 điểm tại ba chặng đua còn lại trong mùa giải nhưng đã giành chiến thắng liên tiếp ở Monza và Brands Hatch để rút ngắn khoảng cách hai điểm. Tại giải đua ô tô Công thức 1 Nam Phi, Prost bỏ cuộc ở vòng 35 và Piquet cán đích ở vị trí thứ ba và ông giành danh hiệu thế giới thứ hai. Đây cũng là chức vô địch đầu tiên và duy nhất của BMW trong thời gian tham gia Công thức 1.

##### 1984

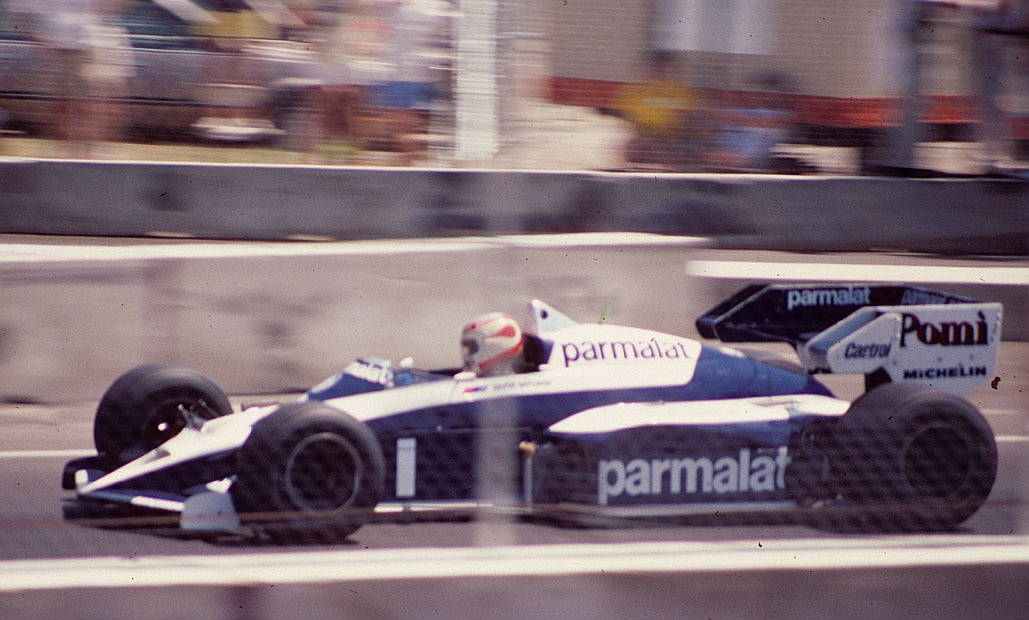
Nelson Piquet tại giải đua ô tô Công thức 1 Dallas 1984

Với quy định mới giới hạn dung tích xăng của ô tô ở mức 220 lít và cấm nạp xăng trong cuộc đua, Piquet bắt đầu trở thành ứng cử viên vô địch vì người ta cho rằng chiếc xe BMW với động cơ 4 xi-lanh sẽ ít bị ảnh hưởng hơn từ yêu cầu tiết kiệm nhiên liệu mới. Buổi thử nghiệm mùa đông dường như xác nhận những kỳ vọng và trên thực tế, chiếc xe đã tỏ ra đầy hứa hẹn nhưng kết quả mong đợi không bao giờ thành hiện thực. Điều tốt duy nhất đến từ các buổi thử nghiệm là việc tạo ra các động cơ đủ tiêu chuẩn đặc biệt, sản sinh hơn 900 mã lực và cho phép Piquet soán ngôi kỷ lục sau đó về các vị trí pole trong một năm do Lauda và Ronnie Peterson nắm giữ.
Đội McLaren sử dụng động cơ TAG-Porsche đã thống trị mùa giải này. Tại giải đua ô tô Công thức 1 Canada, Brabham đã lắp một bộ tản nhiệt bổ sung gây tò mò trên mũi xe được gắn trên xe để cải thiện độ bền bỉ. Piquet đã thắng cuộc đua đó sau khi đã bỏ cuộc ở 6 cuộc đua trước đó, chủ yếu là do hỏng động cơ hoặc tăng áp, nhưng bộ tản nhiệt bổ sung nóng đến mức khiến Piquet bị bỏng ở bàn chân phải khi nhấn chân ga. Sức nóng thực sự đã đốt cháy một lỗ trên ủng của ông và do vậy ông đã phải đi chân trần lên bục sau khi được sơ cứu. Tiếp theo đó, ông đã giành được chiến thắng liên tiếp tại giải đua ô tô Công thức 1 Detroit sau khi lái chiếc xe đua dự phòng của mình do một tai nạn xảy ra trước cuộc đua. Đây là hai chiến thắng duy nhất của ông trong năm. Tại giải đua ô tô Công thức 1 Áo ở Spielberg, ông đã có thể thắng khi chiếc xe của Niki Lauda dẫn đầu bị mất số nhưng Piquet không hề để ý và không tấn công. Piquet cán đích ở vị trí thứ 5 với 29 điểm.

##### 1985: Mùa giải cuối cùng với Brabham

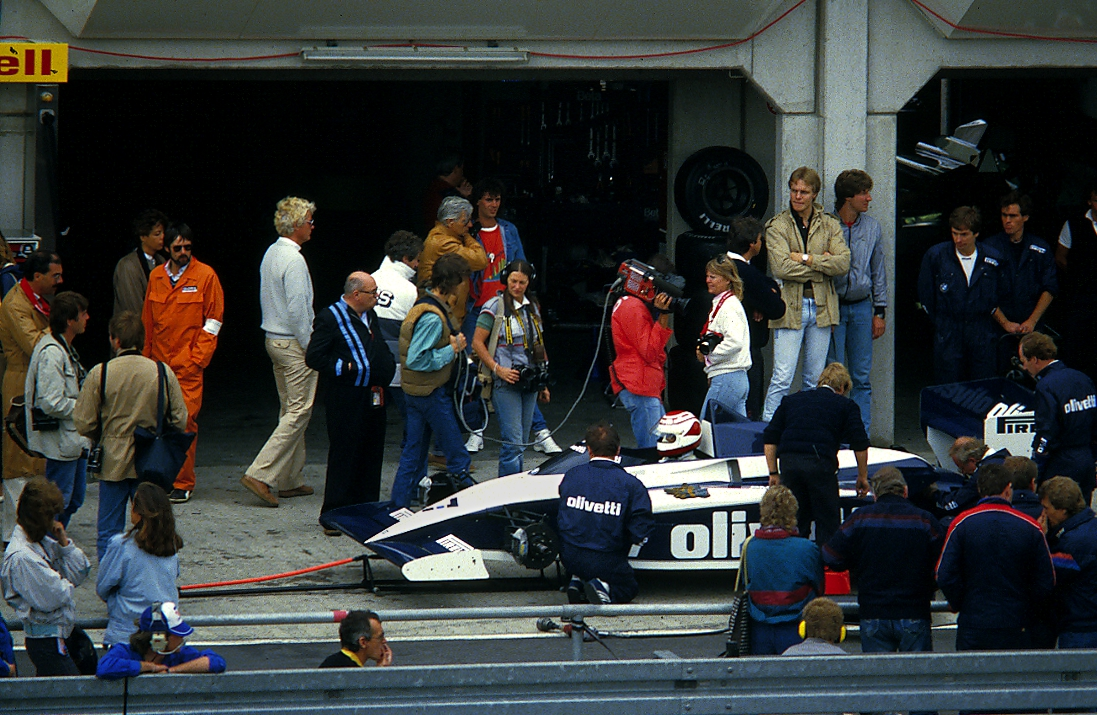
Nelson Piquet trong buổi tập luyện tự do ở giải đua ô tô Công thức 1 Đức 1985

Trước mùa giải 1985, Piquet và Brabham đã tiến hành buổi thử nghiệm mùa đông tại trường đua Kyalami ở Nam Phi với nhà cung cấp lốp xe mới của đội Pirelli. Thông qua quá trình thử nghiệm này, Pirelli đã đưa ra các thể loại lốp xe mà họ sẽ sử dụng trong mùa giải này. Thật không may, không giống như điều kiện nắng nóng ở Nam Phi, phần lớn thời gian của mùa giải ở châu Âu diễn ra trong thời tiết lạnh. Điều này và sự phân bổ trọng lượng của chiếc xe Brabham BT54 về phía sau xe khiến lốp Pirelli (đặc biệt là phía trước) phần lớn không hiệu quả và khiến Piquet thường chạy nhanh nhưng cuối cùng lại không thể cạnh tranh được.
Năm 1985, Piquet chỉ giành chiến thắng trong một cuộc đua duy nhất, giải đua ô tô Công thức 1 Pháp tại trường đua Paul Ricard với điều kiện mùa hè tương tự như điều kiện như các buổi thử nghiệm. Trong cuộc đua đó, ông đã lập kỷ lục tốc độ trong Công thức 1 là 338 km/h (210 dặm/giờ) trên đường thẳng Mistral dài 1,8 km (1,1 mi) trong vòng phân hạng. Đó cũng là chiến thắng đầu tiên của Pirelli kể từ khi trở lại Công thức 1.
Tuy nhiên, Piquet đã trở nên thất vọng vì ông cảm thấy lòng trung thành của mình với Brabham đang bị lợi dụng. Lương của ông thấp hơn so với các tay đua khác mặc dù ông đã mang thành công với đội. Ngoài ra, ông còn không được thông báo về một số quyết định của đội. Việc đội chuyển sang sử dụng lốp Pirelli đã gây khó chịu cho ông. Ngoài ra, ông cũng lo lắng về an ninh tài chính khi nghỉ hưu với lý do mà những khó khăn mà các cầu thủ bóng đá Brasil Pelé và Garrincha phải đối mặt sau khi sự nghiệp chuyên nghiệp của họ kết thúc. Tuy nhiên, ông đã hòa nhập tốt với đội và có mối quan hệ thân thiết với Gordon Murray và những người làm việc của ông khiến ông không muốn rời đi. Ông đã liên hệ với McLaren nhưng không hài lòng với các nhiệm vụ đi kèm với nó. Sau một hồi suy nghĩ, ông miễn cưỡng rời Brabham sau bảy mùa giải và hai chức vô địch.